# Zenngrundbahn
La Zenngrundbahn (letteralmente: «ferrovia della piana della Zenn») è una linea ferroviaria tedesca di interesse locale, sita nella regione della Franconia. Collega la località di Siegelsdorf, sulla linea Norimberga-Würzburg, all'importante centro di Markt Erlbach.

## Caratteristiche

### Percorso
| Straight track |

| Station on track |

| Unknown route-map component "ABZgr" |

| Stop on track |

| Stop on track |

| Stop on track |

| Stop on track |

| Station on track |

| Stop on track |

| Stop on track |

| Stop on track |

| End station |